# درک بندیکت
درک بندیکت (انگلیسی: Dirk Benedict؛ زادهٔ ۱ مارس ۱۹۴۵) یک هنرپیشه اهل ایالات متحده آمریکا است.